# Calamothespis oxyops
Calamothespis oxyops es una especie de mantis de la familia Toxoderidae.

## Distribución geográfica
Se encuentra en   Natal, en (Sudáfrica).